# Willibald Martenstein
Willibald Martenstein (* 2. August 1903 in Worms; † 9. Januar 1998 ebenda) war ein deutscher Lehrer und Politiker (FDP).

## Leben
Nach dem Besuch der Oberrealschule absolvierte Martenstein zunächst eine kaufmännische Lehre in der Industrie. Im Anschluss nahm er ein Studium an der Universität Frankfurt und der Handelshochschule Mannheim auf, das er mit der Prüfung als Diplom-Kaufmann und Diplom-Handelslehrer abschloss. Er trat 1926 in den Schuldienst ein und arbeitete zunächst als Berufsschullehrer an der Städtischen Handelsschule Worms. Von 1936 bis zu seinem verletzungsbedingten Ausscheiden 1938 leistete er freiwilligen Militärdienst bei der Wehrmacht. Im Anschluss nahm er seine berufliche Tätigkeit wieder auf. Er war von 1938 bis 1939 an der Kaufmännischen Berufsschule in Oppenheim tätig und wechselte danach an die Kaufmännische Berufsschule Worms, an der er 1941 zum Handelsstudienrat befördert wurde. Von 1944 bis 1945 erfolgte die Teilnahme am Zweiten Weltkrieg. Zuletzt geriet er in Gefangenschaft, aus der er 1946 entlassen wurde.
Nach seiner Entlassung aus der Kriegsgefangenschaft musste Martenstein an einem Spruchkammerverfahren teilnehmen. Die Zentralspruchkammer Neustadt beschloss am 23. Mai 1946 die Rückstufung seines Gehaltes und ordnete eine 2-jährige Vorrückungssperre an. In der Folgezeit war er erneut als Lehrer an der Kaufmännischen Berufsschule Worms tätig, zuletzt als Direktor.

## Politik
Martenstein war in den 1920er Jahren Mitglied der DDP und Mitglied im Reichsbund der Deutschen Jungdemokraten. Er schloss sich 1933 der Nationalsozialistischen Volkswohlfahrt an und trat in den Nationalsozialistischen Lehrerbund ein. Von 1933 bis 1936 war er Mitglied der SA. 1937 beantragte er die Aufnahme in die NSDAP, die ihm aber aufgrund seiner Logenmitgliedschaft und seiner Kontakte zur Internationalen Friedensgesellschaft zunächst verweigert wurde. Am 28. November 1939 stellte er einen neuen Antrag und wurde zum 1. Juni 1940 aufgenommen (Mitgliedsnummer 7.652.403).
Martenstein trat 1946 in die Demokratische Partei (DP) ein, die kurz darauf in der FDP Rheinland-Pfalz aufging. 1947 wurde er zum Vorsitzenden des Stadt- und Kreisverbandes der FDP Worms gewählt. Von 1950 bis 1951 war er Vorsitzender des FDP-Bezirksverbandes Rheinhessen. Dem Stadtrat der Stadt Worms gehörte er als Mitglied an, von 1948 bis 1952 war er hier Vorsitzender der FDP-Fraktion.
Bei der Landtagswahl 1951 wurde Martenstein erstmals als Abgeordneter in den Rheinland-Pfälzischen Landtag gewählt, dem er ohne Unterbrechung bis 1967 angehörte. Er war stets über die Landesliste der FDP in den Landtag eingezogen. Im Parlament war er von 1951 bis 1957 Mitglied des Zwischenausschusses, von 1951 bis 1967 Mitglied des Kulturpolitischen Ausschusses und von 1963 bis 1967 Mitglied des Sozialpolitischen Ausschusses. Von Dezember 1951 bis September 1953 sowie von Juni 1958 bis Mai 1967 war er stellvertretender Vorsitzender der FDP-Landtagsfraktion. Bei der Bundestagswahl im September 1953 hatte er erfolglos für den Bundestag kandidiert.
Unterlagen über seine politische Tätigkeit befinden sich im Archiv des Liberalismus der Friedrich-Naumann-Stiftung für die Freiheit in Gummersbach.

## Auszeichnungen
- 1963: Großes Verdienstkreuz der Bundesrepublik Deutschland